# TV Senado
TV Senado é a emissora de televisão do Legislativo Brasileiro que transmite eventos, discussões e procedimentos do Senado Federal do Brasil.

## História

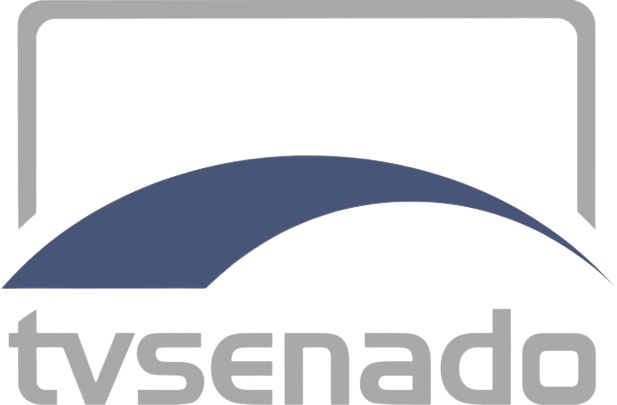
Logotipo usado até fevereiro de 2016.

Primeira emissora legislativa de alcance nacional, a TV Senado , começou a funcionar definitivamente no dia 5 de fevereiro de 1996, com base na Lei 8.977/95.
Essa lei determinou às operadoras de TV a Cabo a destinação de um canal para o Senado Federal, entre os chamados canais básicos de utilização gratuita, que devem constar do cardápio de canais oferecidos aos assinantes.
Com o objetivo de ser um canal de comunicação direta com o cidadão, a TV Senado passou a levar ao telespectador informações sobre o Legislativo e suas atribuições. Antes de a emissora ser instalada, o registro audiovisual das sessões e reuniões vinha sendo feito desde 1993 por uma central de vídeo que produziu os primeiros vídeos institucionais do Senado Federal, material que era distribuído para as emissoras de TV comerciais.
No início, a emissora mantinha no ar somente 15 horas de programação, transmitidas apenas para Brasília. Em maio de 1996, o sinal da TV Senado já chegava a todo o Brasil pelo sistema de satélite digital. Antes de completar um ano, a TV Senado já transmitia sua programação durante 24 horas, inclusive nos finais de semana.

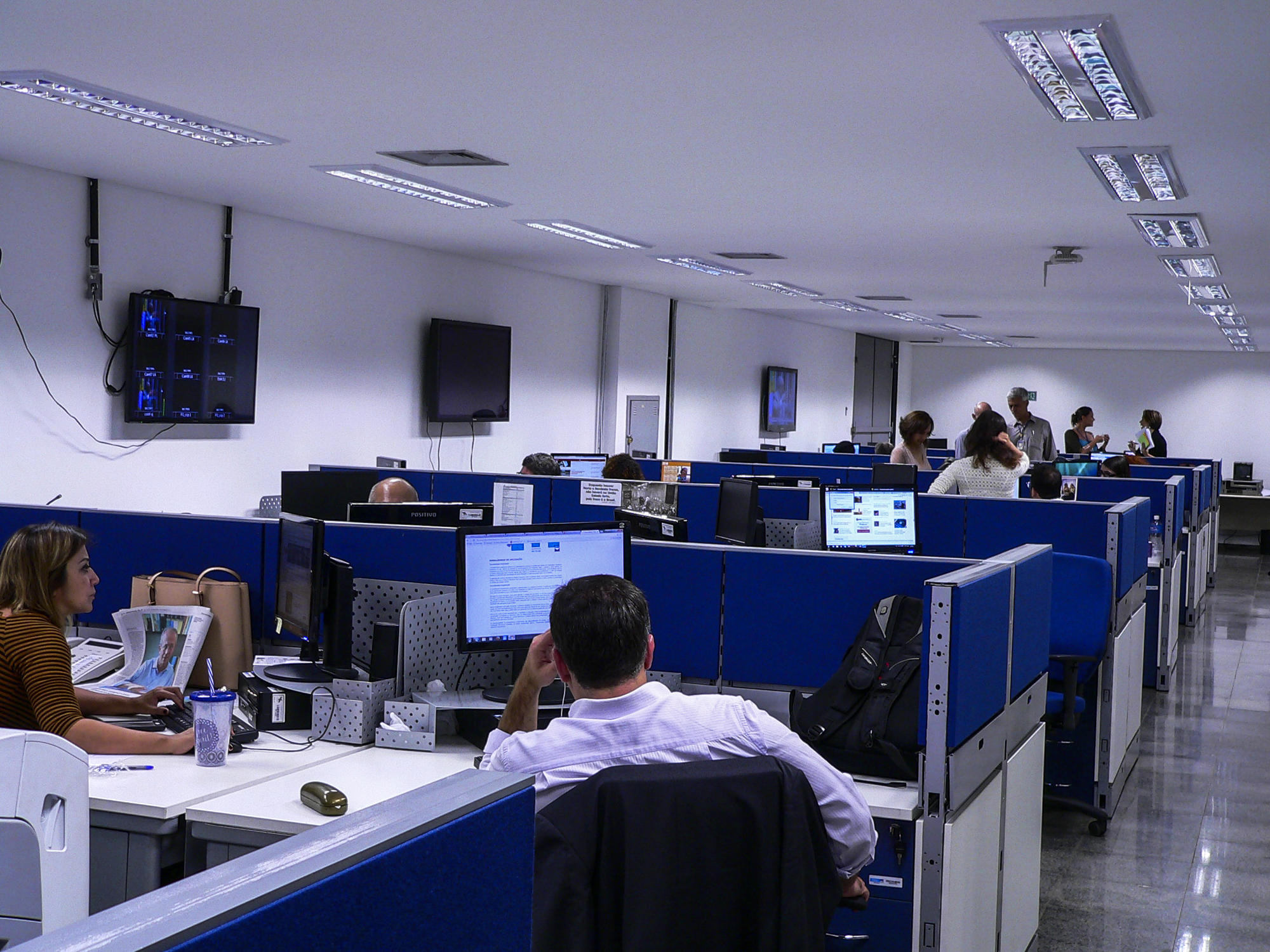
Jornalistas na redação da emissora.

Hoje, o sinal da TV Senado cobre todo o país levado por meio das operadoras de TV a cabo, por satélites e antenas parabólicas do tipo analógico e digital e, em várias localidades, em sinal aberto de UHF. No dia 29 de abril de 2010, a TV Senado inaugurou transmissões digitais pelo canal 61 em São Paulo, em parceria com a TV Câmara e a TV ALESP (da Assembleia Legislativa de São Paulo). O canal transmite as programações das três emissoras públicas, de modo simultâneo, durante 24 horas por dia.

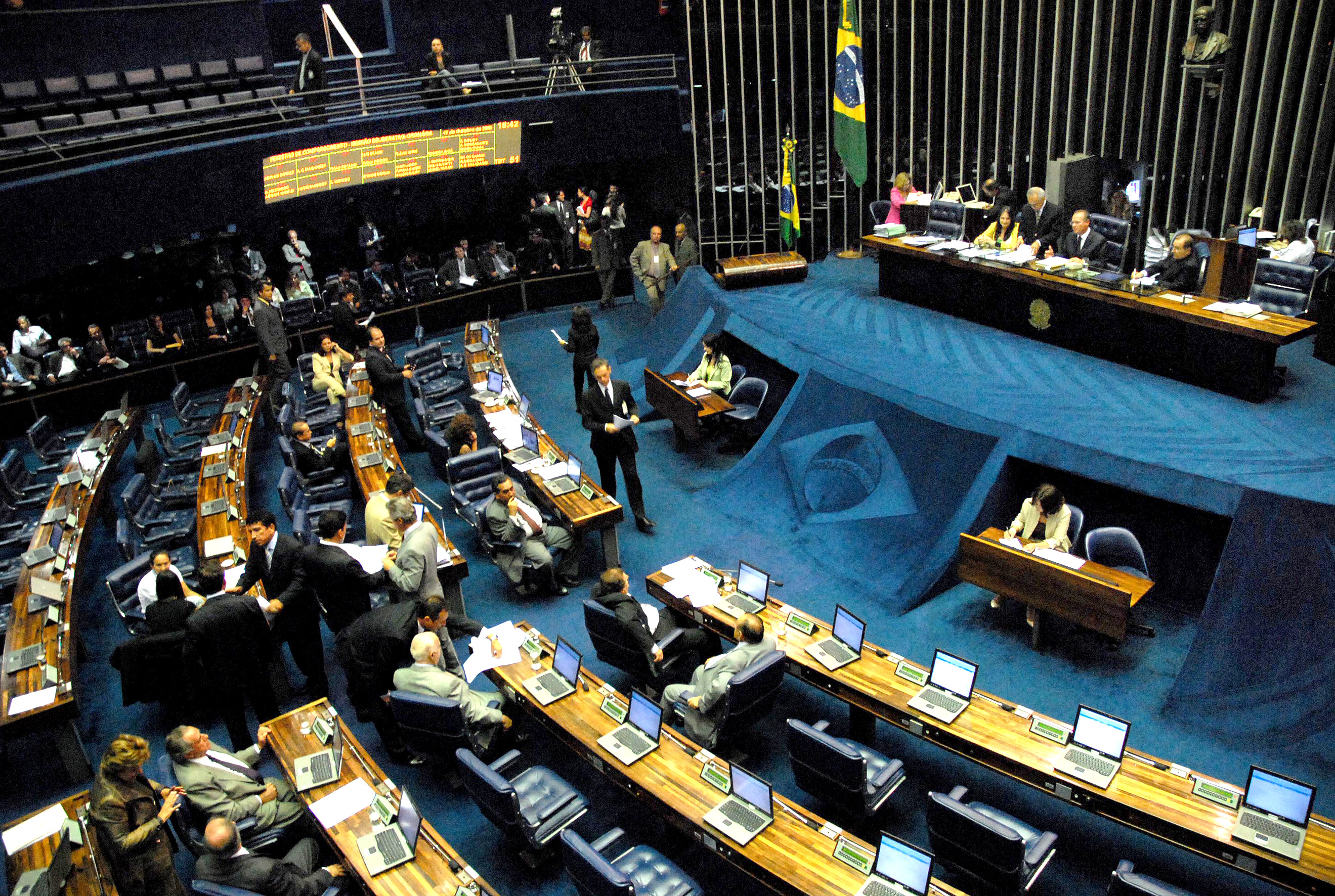
Senado Federal

Em 2 de fevereiro de 2016, a TV Senado ganhou uma nova identidade visual, integrada aos outros Veículos de Comunicação do Senado.

## Sintonização

### Antena Parabólica
A TV Senado pode ser captada em todo o território nacional por antenas parabólicas do tipo digital:

#### Satélite Star One D2

##### Banda C
- Frequência: 3931 MHz - Polarização Horizontal
- Symbol Rate (SR): 3542 Ksb/s
- FEC: 2/3
- Frequência: 3936 MHz - Polarização Horizontal
- Symbol Rate (SR): 3214 Ksb/s
- FEC: ¾[7]

##### Banda Ku
- Frequência: 12580 MHz - Polarização Horizontal
- Symbol Rate (SR): 29890 Ksb/s
- FEC: ⅔[8][9][10]
- Número do canal SAT HD Regional: 8

### TV por assinatura
A TV Senado também é transmitida na tv por assinatura e via satélite. Sky Brasil, Claro TV, Vivo TV, Nossa TV são algumas operadoras de TV por assinatura via satélite que atuam no Brasil. Essas empresas transmitem pelo sistema conhecido como DTH, onde o telespectador/assinante recebe o sinal diretamente do satélite. E via cabo TVN, ViaCabo , BVCi, Astro, CaboNNet, TCM e Cabo Telecom.

### TV aberta
Desde 12 de dezembro de 2000, a TV Senado opera com transmissão em UHF em Brasília, no canal 51. Em 20 de novembro de 2006 a emissora deu início ao seu projeto de expansão e passou a operar em canal aberto na cidade de Salvador (53 UHF) e, em 14 de março de 2007, João Pessoa (40 UHF), Fortaleza (43 UHF), Recife (55 UHF) e Manaus (57 UHF) passaram a receber o sinal da TV Senado.
A TV Senado dá continuidade à expansão, consolidando a Rede Senado de Televisão em sinal aberto, com mais 9 canais retransmissores já autorizados pelo Ministério das Comunicações, já em fase de implantação. São eles: Goiânia (canal 62 UHF); e Belém (canal 44 UHF).
Hoje, a TV Senado transmite seus sinais para satélites de cobertura nacional, podendo ser captada em mais de cinco mil municípios brasileiros. A recepção em UHF só depende da instalação de estações que captem essa transmissão e façam a retransmissão local.
Para isso, é necessário fazer um convênio com emissoras locais para instalação do seu transmissor e a antena de retransmissão da TV em UHF. As normas de instalação e operação estão previstas no regulamento do serviço, bem como da legislação de radiodifusão.

### Rede Legislativa
A TV Senado é integrante da Rede Legislativa de TV Digital, que compartilha canais de televisão da Câmara dos Deputados e do Senado Federal com as casas legislativas locais - assembleias estaduais e câmaras municipais. Por meio da tecnologia da multiprogramação, esses canais são divididos em quatro subcanais, que transmitem separadamente a programação de cada parceiro. 
O ano de 2019 foi marcado pela entrada da TV Senado no ar em todas as cidades atendidas pela Rede Legislativa. Hoje, seu sinal aberto é transmitido para 60 cidades.

### Cidades com sinal aberto da TV Senado

#### Em operação
| Localidade               | Canal virtual |
| ------------------------ | ------------- |
| Aracaju/SE               | 5.1           |
| Assis/SP                 | 31.4          |
| Bagé/RS                  | 5.4           |
| Barreiras/BA             | 40.4          |
| Barretos/SP              | 31.4          |
| Bauru/SP                 | 31.4          |
| Belém/PA                 | 8.1           |
| Belo Horizonte/MG        | 11.4          |
| Birigui/SP               | 18.4          |
| Boa Vista/RR             | 57.1          |
| Botucatu/SP              | 31.4          |
| Brasília/DF              | 7.1 a 7.4     |
| Campina Grande/PB        | 8.4           |
| Campinas/SP              | 11.4          |
| Campos dos Goytacazes/RJ | 19.4          |
| Caruaru/PE               | 22.4          |
| Cuiabá/MT                | 3.4           |
| Curitiba/PR              | 10.1          |
| Florianópolis/SC         | 11.4          |
| Fortaleza/CE             | 7.4           |
| Franca/SP                | 6.4           |
| Goiânia/GO               | 3.4           |
| Jacareí/SP               | 39.4          |
| Jaú/SP                   | 34.4          |
| João Pessoa/PB           | 8.1           |
| Juazeiro do Norte/CE     | 7.1           |
| Juiz de Fora/MG          | 35.4          |
| Jundiaí/SP               | 12.4          |
| Lavras/MG                | 6.4           |
| Macapá/AP                | 7.1 e 7.2     |
| Maceió/AL                | 35.1          |
| Manaus/AM                | 6.1           |
| Marília/SP               | 31.4          |
| Mogi das Cruzes/SP       | 3.4           |
| Montes Claros/MG         | 5.4           |
| Natal/RN                 | 10.4          |
| Palmas/TO                | 10.4          |
| Patos/PB                 | 8.4           |
| Pelotas/RS               | 21.4          |
| Piracicaba/SP            | 11.4          |
| Porto Alegre/RS          | 11.4          |
| Porto Velho/RO           | 7.1           |
| Pouso Alegre/MG          | 18.4          |
| Recife/PE                | 10.4          |
| Ribeirão Preto/SP        | 6.4           |
| Rio Branco/AC            | 3.4           |
| Rio de Janeiro/RJ        | 10.1          |
| Rio Grande/RS            | 8.4           |
| Salvador/BA              | 12.4          |
| Santa Maria/RS           | 18.4          |
| São José/SC              | 10.1          |
| São José do Rio Preto/SP | 28.4          |
| São Luís/MA              | 9.1           |
| São Paulo/SP             | 8.4           |
| Sete Lagoas/MG           | 11.4          |
| Sorocaba/SP              | 31.4          |
| Tupã/SP                  | 34.4          |
| Uberaba/MG               | 4.4           |
| Uberlândia/MG            | 9.4           |
| Vitória/ES               | 3.4           |

#### Em implantação
| Localidade                   | Canal virtual |
| ---------------------------- | ------------- |
| Campo Grande/MS              | 34.1          |
| Cuiabá/MT                    | 31.1          |
| Fortaleza/CE                 | 43.1          |
| Goiânia/GO                   | 38.1          |
| Natal/RN                     | 18.1          |
| Palmas/TO                    | 43.1          |
| Porto Alegre/RS              | 49.1          |
| Recife/PE                    | 55.1          |
| Rio Branco/AC                | 16.1          |
| Rio de Janeiro/RJ (Mendanha) | 15.1          |
| Salvador/BA                  | 30.1          |
| Teresina/PI                  | 42.1          |
| Vitória/ES                   | 17.1          |

## Transmissões ao vivo
A cobertura das atividades legislativas e eventos ocorridos no Senado Federal e no Congresso Nacional obedece ao ATO DA COMISSÃO DIRETORA DO SENADO FEDERAL Nº 21, de 2009, que estabelece a ordem de prioridade para cobertura e transmissão ao vivo da TV Senado, combinado com o Artigo 107 do Regimento Interno, que determina o dia e hora das reuniões das comissões. O objetivo desta medida é estabelecer critérios para escolha da atividade parlamentar a ser exibida ao vivo, tornando-a menos subjetiva e passível de influências editoriais ou políticas.
A TV Senado transmite por TV Digital para Brasília e cidades do entorno,também o canal principal para digital nas cidades: São Paulo/SP, no canal 61.3; Fortaleza, 61.2;  Porto Alegre, 61.4; e Belo Horizonte, 61.3. Pela Sky, os canais digitais também são sintonizados. Para isso, o telespectador deverá colocar o número 3 na frente. Por exemplo: 361-3 em São Paulo.
Via Internet para todo o país e o sinal ao vivo de até oito eventos que estejam acontecendo simultaneamente no Senado Federal. Quando, em obediência ao Ato da Comissão Diretora nº 21, de 2009, combinado com o Artigo 107 do Regimento Interno, o sinal de um evento que está sendo transmitido em canal aberto é substituído por outro, aquele que estava ao vivo continua sendo transmitido pela Internet e pela TV Digital.

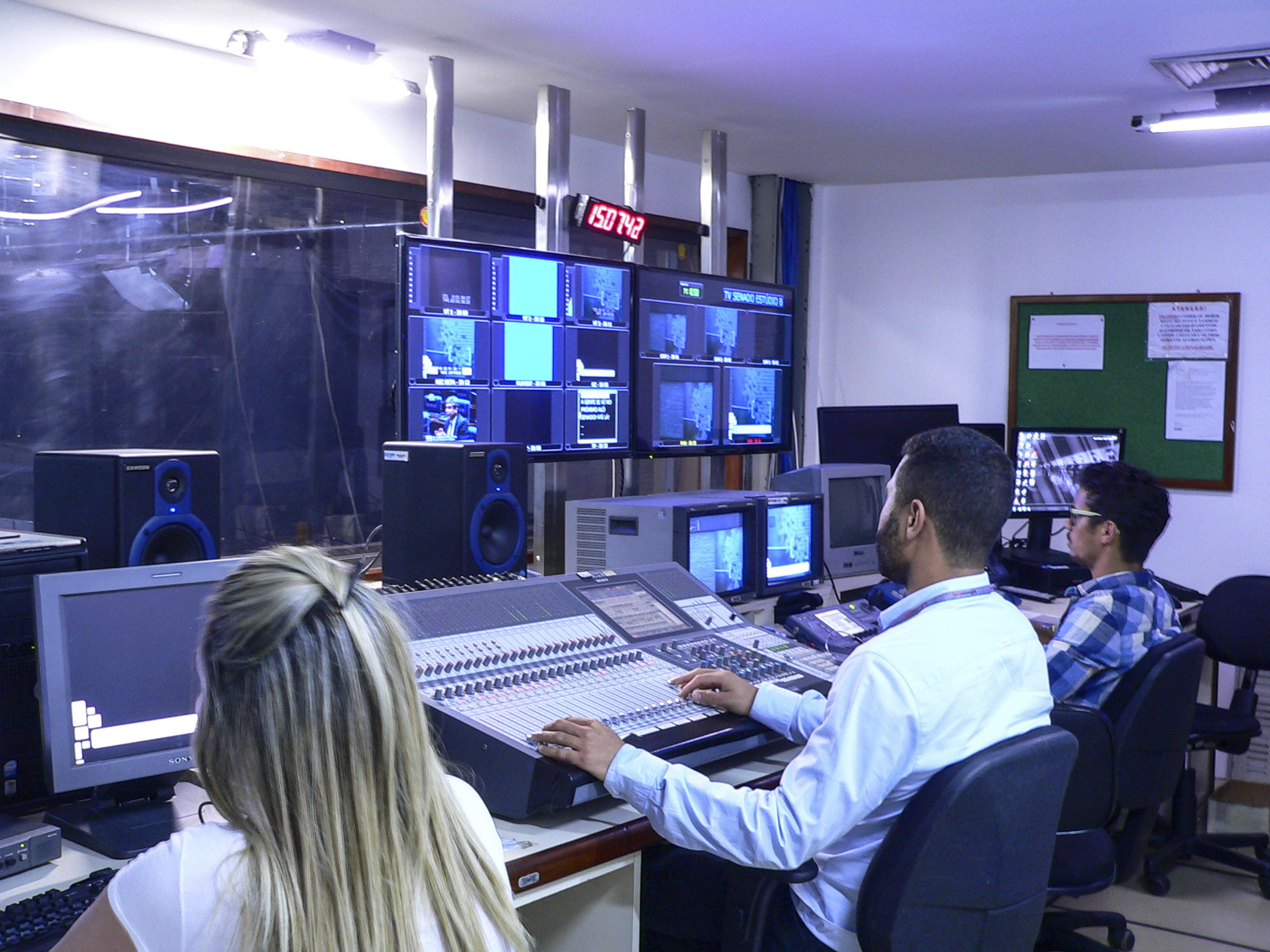

A TV Senado divulga ao vivo todas as mudanças que são feitas e indica onde o telespectador poderá continuar acompanhando o evento que estava sendo transmitido na programação normal. O acesso ao sinal da TV Senado via Internet é feito pela página da emissora no endereço (www.senado.leg.br/tv), clicando-se nos canais 1, 2, 3, 4, 5, 6, 7 e 8. O canal 9 é um atalho para o sinal com a programação padrão da TV Senado, hospedado no Portal Terra, provedor com o qual a emissora estabeleceu parceria.

## Internet
Criada em 14 de fevereiro de 2001, a página da TV Senado na internet inaugurou uma nova forma de acesso à emissora.
Além da programação normal, o cidadão pode acompanhar pela internet as atividades legislativas que acontecem simultaneamente no Senado [1]. São 13 comissões permanentes, com mais de 30 subcomissões que realizam reuniões em dias e horários distintos sem que nada deixe de ser disponibilizado ao cidadão que acompanha a TV Senado na internet. Esse sistema de transmissões simultâneas no site da emissora ficou conhecido como multiprogramação.
Com esse serviço, o cidadão pode acompanhar a reunião que esteja debatendo assuntos ou votando projetos de seu interesse. Para acessar a multiprogramação ao vivo da TV Senado na Internet, basta acessar a página da emissora (www.senado.leg.br/tv) e clicar no canal que esteja retransmitindo o sinal da comissão pretendida.
Em 1º de setembro de 2014, o Senado Federal concedeu à empresa Google INC, por meio de um contrato de licença de conteúdo, direitos não exclusivos e limitados para armazenar de maneira intermediária seu acervo em vídeo. Esse acordo permitiu à TV Senado ampliar o alcance de suas publicações para smartphones, tablets e outros dispositivos móveis por meio do YouTube. Um ano após a parceria, a emissora já contava com mais de 50 mil publicações na principal plataforma de vídeos do mundo. São discursos dos senadores, votações de projetos nas comissões, todos os programas, documentários, entrevistas e jornais produzidos pela emissora.
Outro serviço que também passou a ser oferecido ao cidadão em 2014 foi a disponibilização, na íntegra, de todas as reuniões e sessões exibidas ao vivo pelo YouTube. A partir desse período, as transmissões ao vivo pela internet ganharam um novo fôlego passando a contar com a praticidade de poderem ser vistas em qualquer lugar e a qualquer momento. Tudo sem custos adicionais para o Senado Federal.
Em agosto de 2016 a TV Senado teve recorde de audiência ao transmitir o processo de impeachment de Dilma Rousseff pelo YouTube. Durante esse período, a emissora recebeu do YouTube uma placa comemorativa em reconhecimento à marca de cem mil inscritos no canal.

## Programação
Criada para fazer a divulgação institucional do Senado Federal e oferecer ao cidadão uma programação educativa e cultural de qualidade e diferenciada das emissoras comerciais, a TV Senado faz a cobertura de todas as sessões plenárias do Senado Federal e do Congresso Nacional, bem como das reuniões das comissões permanentes e temporárias. As sessões plenárias têm prioridade de exibição sobre qualquer outro programa. Quando não são exibidas ao vivo, os eventos legislativos são gravados para serem veiculados em outros horários na programação, no mesmo dia ou posteriormente.
A cobertura institucional gera diversos tipos de programas para a TV Senado: transmissões ao vivo, íntegras de reuniões pré-gravadas, produção de especiais e programas jornalísticos. Os temas relevantes e de interesse do cidadão são tratados também em entrevistas, debates, e grandes reportagens.
Atualmente, a programação da TV Senado conta com os boletins Senado Agora, Senado Informa, e com os programas Alô Senado, Em Discussão!, EcoSenado e Parlamento Brasil; com as entrevistas Agenda Econômica, Cidadania e Argumento; com os documentários Senado na História, Histórias Contadas, Tela Brasil, Senado Documento; com os culturais Espaço Cultural, Conversa de Músico e Conversa de Músico - Concertos.
A TV produz ainda interprogramas, como É Lei, Senado Aprova, Histórias do Brasil, Histórias Trnasformadoras, Arquivo Aberto e Grandes Personagens.

### Diplomacia
Revista mensal de política internacional, com a participação de diplomatas, acadêmicos, parlamentares e intelectuais. A cada programa, um tema é eleito para uma análise mais profunda e constitui um micro documentário chamado Dossiê Diplomático. Entrevistas especiais também fazem parte do programa, sendo veiculadas depois no Diplomacia Entrevista. Após a estreia, o programa é  traduzido para o espanhol e veiculado no Canal Brasil Integración, mantido pela TV Senado, TV Câmara, TV Justiça e Empresa Brasileira de Comunicação.
O Diplomacia já entrevistou personalidades como o ministro da Defesa, Celso Amorim, e o vice-presidente da Argentina, Amado Boudou.

### Ecosenado
Programa quinzenal com informações sobre a diversidade dos ecossistemas brasileiros, as políticas e ações voltadas para a preservação da natureza e os projetos de lei em discussão. O EcoSenado também já abordou temas como a preservação de felinos, reaproveitamento de água e Enchentes

## Arquivo

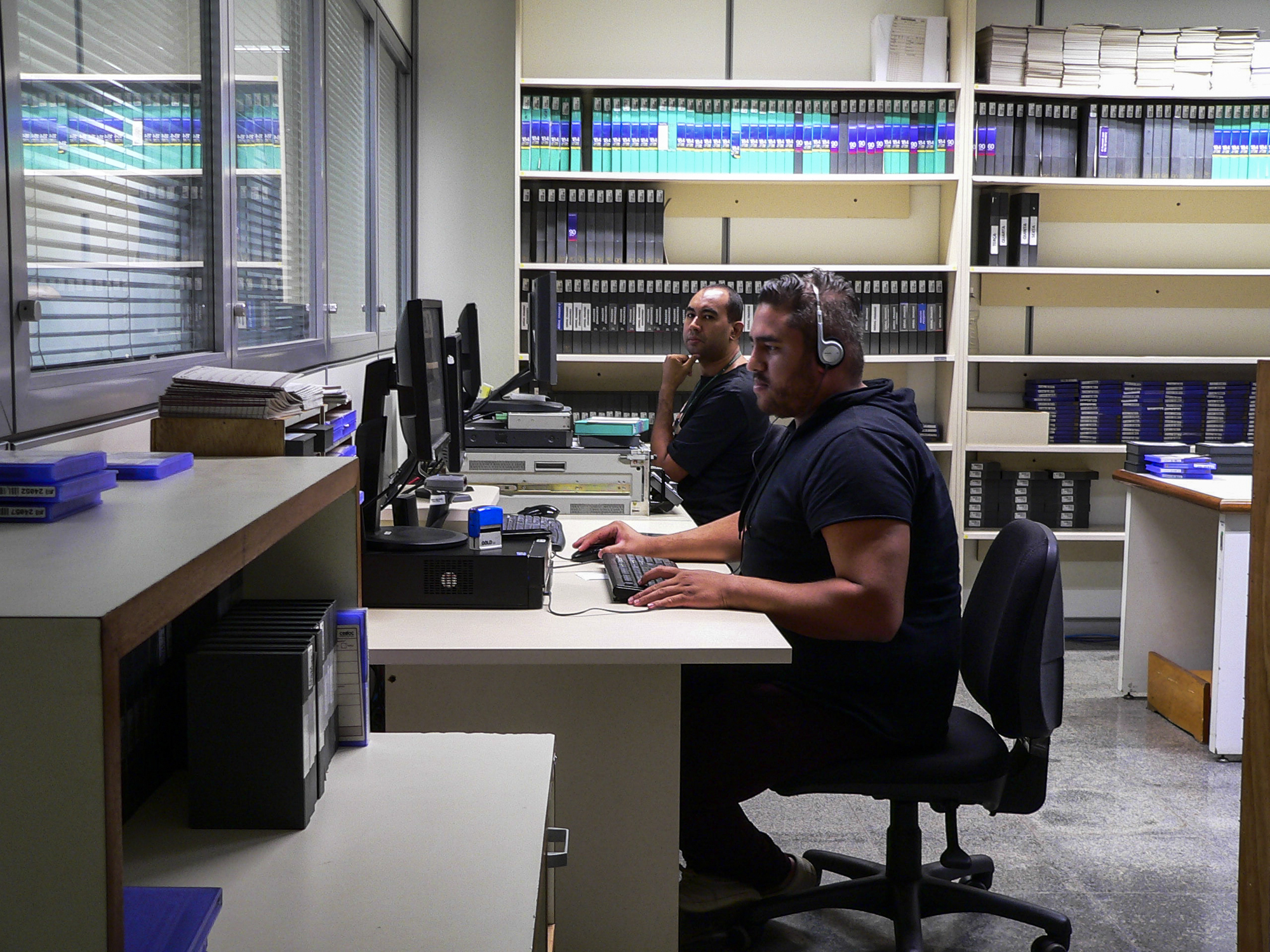

O Arquivo de Imagens em Movimento da TV Senado é responsável pela preservação do patrimônio cultural, histórico e político transmitido pela emissora em suas 24 horas ininterruptas de transmissão.
Nossa missão é garantir à sociedade a conservação de parte expressiva da memória legislativa audiovisual brasileira, assegurando o papel da TV Senado e do próprio Senado Federal na formação permanente da cidadania.
O arquivo da TV Senado fornece imagens para TVs de todo o país.

### Acervo disponível
Com prioridades para as transmissões ao vivo de sessões plenárias e reuniões de comissões, a TV Senado mantém no ar uma programação informativa e diversificada, incluindo telejornais e programas temáticos. Essa produção forma o acervo da emissora disponível em mídias analógicas e digitais. Integram esse arquivo:
- coleção das sessões plenárias ocorridas a partir de agosto de 1998;
- coleção das reuniões das comissões permanentes e temporárias, comissões parlamentares de inquérito[78] e especiais transmitidas pela TV Senado, a partir de agosto de 1998;
- edições do Jornal do Senado a partir de 1999;
- programas de estúdio que fizeram ou fazem parte da programação desde agosto de 1998;
- programas educativos e culturais que compõem o catálogo da TV Senado.

### Cópias de programas
Todo o material produzido e editado pela TV Senado pode ser disponibilizado aos interessados, desde que não possua restrições relativas a direitos autorais. Todas as imagens cedidas devem ser obrigatoriamente veiculadas com a logomarca da TV Senado. As normas que regulamentam o fornecimento de cópias de imagens estão em acordo com o Ato da Comissão Diretora nº 10, de 2015.

## TV Agência
A TV Agência é uma ferramenta de internet implantada pela TV Senado em parceria com a Agência Senado. Serviço oferecido às emissoras de televisão de todo o país, com disponibilização, sob oferta, de vídeos em baixa e alta resolução, contendo trechos de discursos proferidos na tribuna e de debates das votações no Senado Federal, bem como os discursos de sessões do Congresso Nacional. A TV Agência funcionará da seguinte forma:
- Inicialmente, serão publicados vídeos dos discursos no Plenário e trechos da CPMI do Cachoeira e das reuniões do Conselho de Ética do Senado.
- Serão publicados, também, trechos com imagens em plano geral das sessões plenárias e reuniões de comissões.
- Em período eleitoral serão disponibilizados apenas vídeos com conteúdos em consonância com as normas eleitorais estabelecidas pelo Tribunal Superior Eleitoral.
- De acordo com o Artigo 207 do Regimento Interno do Senado Federal, não serão publicados vídeos com trechos de debates ou discussões que tenham sido retirados da Ata pela Presidência.
- Os vídeos terão duração de até 5 minutos, e permanecerão disponíveis para download, em formato AVI, por cinco dias úteis.
- O conteúdo disponibilizado destina-se exclusivamente ao uso jornalístico por emissoras de televisão, sendo vedada a sua redistribuição por qualquer meio, inclusive cópia a terceiros.
- Os vídeos serão publicados com a logomarca da TV Senado localizada no canto superior esquerdo da imagem.
- Será publicada uma versão de cada vídeo em baixa resolução para visualização rápida do conteúdo.
- Para fazer o download dos vídeos em alta resolução, a emissora de televisão deverá se cadastrar na página da TV Agência na internet, submetendo-o à aprovação desta emissora.
- A TV Agência funcionará sob oferta. Pedidos específicos serão analisados apenas para o conteúdo descrito no item um. O atendimento dependerá das condições operacionais e técnicas da equipe gerencial.

Os vídeos em alta resolução são liberados apenas para usuários cadastrados e aprovados pela TV Senado e só podem ser baixados via rede externa ao Senado Federal. A melhor navegação é realizada pelo browser internet Explorer.

## Legislação
Acesse abaixo a íntegra da legislação relativa à criação da TV Senado:
- Lei 8.977/1995 - dispõe sobre o serviço de TV a cabo. Modificada pela Lei 12.485/2011 http://www.planalto.gov.br/ccivil_03/_Ato2011-2014/2011/Lei/L12485.htm
- Decreto 2.206/1997 – aprova o regulamento do Serviço de TV a cabo http://www.planalto.gov.br/ccivil_03/decreto/1997/d2206.htm

## Prêmios

### Prêmio Vladimir Herzog

#### Prêmio Vladimir Herzog de Documentário de TV
| Ano  | Obra                  | Veículo de mídia | Autor        | Resultado |
| ---- | --------------------- | ---------------- | ------------ | --------- |
| 2015 | “Em busca da verdade” | TV Senado (DF)   | Lorena Silva | Venceu    |